# Geoff Crossley
Geoffrey Crossley (Baslow, Derbyshire, 11 de maio de 1921 – Headington, 7 de janeiro de 2002) foi um automobilista britânico nascido na Inglaterra que participou de dois Grandes Prêmios de Fórmula 1: Grã-Bretanha e Bélgica de 1950.
Crossley, aliás, era o piloto mais jovem na primeira corrida da categoria: o Grande Prêmio da Inglaterra.